# Эхем (посёлок)
Эхем (нем. Echem) — община в Германии, в земле Нижняя Саксония.
Входит в состав района Люнебург. Подчиняется управлению Шарнебек. Население составляет 1018 человек (на 31 декабря 2010 года). Занимает площадь 10,72 км².